# Hermann Wendland
Hermann Wendland (1825 – 1903) è stato un botanico tedesco.
È stato una autorità nel campo dello studio delle Arecaceae, sulle quali ha scritto una monografia che sta alla base della moderna classificazione della famiglia, inclusi la maggior parte dei nomi di genere attualmente in uso.
Il genere di palme sudamericane Wendlandiella è stato nominato in suo onore.

## Alcune opere
- Die Königlichen Gärten zu Herrenhausen bei Hannover (Hannover, 1852)
- Index palmarum, cyclanthearum, pandanearum, cycadearum, quae in hortis europaeis coluntur (Hannover, 1854).